# Arrows A19
El Arrows A19 fue el coche con el que el equipo Arrows de Fórmula 1 compitió en la temporada 1998 de Fórmula 1. Lo conducían el brasileño Pedro Diniz, que estaba en su segunda temporada con el equipo, y el finlandés Mika Salo, que había pasado de Tyrrell para sustituir a Damon Hill, que se dirigía a Jordan.

## Desarrollo
Tom Walkinshaw había convencido a John Barnard para que se uniera al equipo como director técnico el año anterior y se puso a trabajar en el siguiente coche. 1998 fue un año de promesas incumplidas por parte de Arrows. Los coches tenían un aspecto muy distintivo con una livery casi completamente negra. La principal debilidad del coche era su motor. Tom Walkinshaw, director del equipo Arrows, había comprado una participación en la empresa de motores de Brian Hart y, por lo tanto, Arrows se convirtió en el primer equipo británico de F1 en producir sus propios motores desde BRM en 1977. Walkinshaw explicó la medida como una oportunidad para impulsar aún más la ingeniería del equipo y reducir los costos de pago de los motores de los clientes. Sin embargo, el presupuesto de Hart no era suficiente para competir con los principales fabricantes de automóviles que suministraban a la mayoría de los demás equipos, y los problemas se vieron exacerbados porque el coche no se completó a tiempo. Barnard había diseñado una caja de cambios de fibra de carbono para el A19, pero resultó problemática durante todo el año, afectando los resultados. Barnard también trabajaba como pluriempleo, diseñando piezas para Prost, lo que no le granjeó el cariño de Walkinshaw. Al final de la temporada, Barnard había dejado el equipo y fue reemplazado por Mike Coughlan.

## Historia
El A19 demostró ser bastante poco fiable durante toda la temporada, especialmente en los primeros Grandes Premios, culminando con un vergonzoso fallo simultáneo de motor en el Gran Premio de España de 1998. Sin embargo, la siguiente carrera en Mónaco demostró la eficacia del chasis: en un circuito donde la potencia del motor no es tan vital, los coches fueron competitivos y obtuvieron doble puntuación. Después, los coches eran demasiado lentos y poco fiables para ser contendientes serios, aunque Diniz salvó el quinto puesto en el caótico Gran Premio de Bélgica de 1998. Durante el mismo fin de semana, Salo destruyó su coche durante la sesión de práctica del sábado en Eau Rouge y descartó otro chasis en el choque de varios coches al inicio de la carrera.
El mal rendimiento del motor Hart hizo que Tom Walkinshaw buscara una alternativa. Las discusiones para un acuerdo con Toyota fracasaron y con Barnard saliendo en diciembre y un intento de venta a Zakspeed fracasando, Arrows se vio obligado a seguir adelante en 1999.
El equipo finalmente terminó en un respetable séptimo lugar en el Campeonato de Constructores, con seis puntos.

## Resultados
(Clave) (negrita indica pole position) (cursiva indica vuelta rápida)

| Año     | Motor      | Neu. | N.º | Pilotos     | 1   | 2   | 3   | 4   | 5   | 6   | 7   | 8   | 9   | 10  | 11  | 12  | 13  | 14  | 15  | 16  | Puntos | Pos. |
| ------- | ---------- | ---- | --- | ----------- | --- | --- | --- | --- | --- | --- | --- | --- | --- | --- | --- | --- | --- | --- | --- | --- | ------ | ---- |
| 1998    | Arrows V10 | B    |     |             | AUS | BRA | ARG | SMR | ESP | MON | CAN | FRA | GBR | AUT | GER | HUN | BEL | ITA | LUX | JPN | 6      | 7.º  |
| 1998    | Arrows V10 | B    | 16  | Pedro Diniz | Ret | Ret | Ret | Ret | Ret | 6   | 9   | 14  | Ret | Ret | Ret | 11  | 5   | Ret | Ret | Ret | 6      | 7.º  |
| 1998    | Arrows V10 | B    | 17  | Mika Salo   | Ret | Ret | Ret | 9   | Ret | 4   | Ret | 13  | Ret | Ret | 14  | Ret | DNS | Ret | 14  | Ret | 6      | 7.º  |
| Fuente: |            |      |     |             |     |     |     |     |     |     |     |     |     |     |     |     |     |     |     |     |        |      |